# 孔特雷
孔特雷（法語：Contré，法語發音：[kɔ̃tʁe]）是法国滨海夏朗德省的一个市镇，位于该省东部偏北，属于圣让当热利区。

## 地理
孔特雷（46°0'45"N, 0°16'59"W）面积12.32 平方千米，位于法国新阿基坦大区滨海夏朗德省，该省份为法国西部滨海省份，北起旺代省，西临大西洋，南至吉倫特省，东南接多爾多涅省，东北接德塞夫勒省接壤，东临夏朗德省。
与孔特雷接壤的市镇（或旧市镇、城区）包括：欧奈、内雷、布雷杜瓦尔河畔圣芒代、维勒莫兰、维纳。

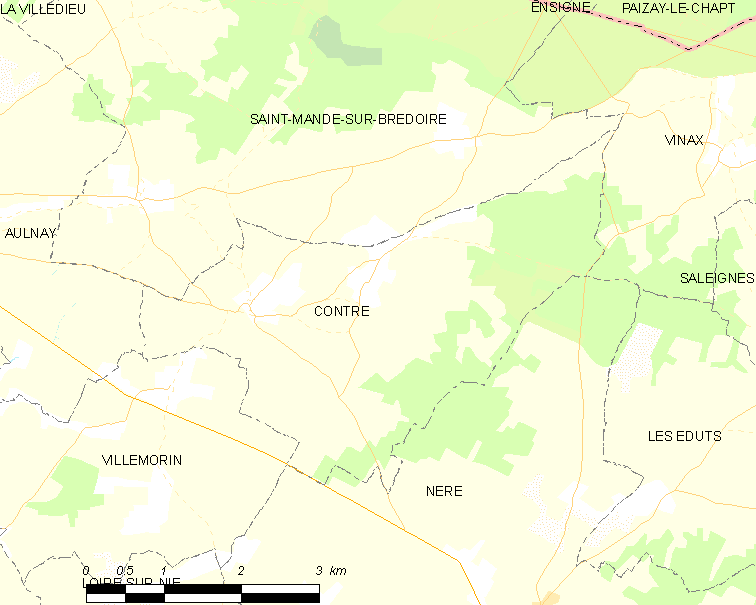
孔特雷的OSM定位图

孔特雷的时区为UTC+01:00、UTC+02:00（夏令时）。

## 行政
孔特雷的邮政编码为17470，INSEE市镇编码为17117。

## 政治
孔特雷所属的省级选区为马塔县。

## 人口

1962-2008年间孔特雷人口变化图示

孔特雷于2022年1月1日时的人口数量为136人。